# 被遗忘的国度：恶魔之石
《被遗忘的国度：恶魔之石》（大陆发行版译为“龙与地下城：恶魔之石”）是2004年在PlayStation 2、Xbox和Windows平台发行的电子游戏。游戏采用《龙与地下城》的被遗忘的国度战役设定，但游戏性含糊遵照了《龙与地下城》的结构。游戏故事由R·A·薩爾瓦多编写，请帕特里克·斯图尔特为凯尔本·奥罗桑配音，迈克尔·克拉克·邓肯为伊戈尔（Ygorl）配音。
塞尔瓦托许多笔下小说中的英雄崔斯特·杜垩登在游戏中登场；他在一场战役的某部分担当玩家角色。